# Sancho I de Cerdaña
Sancho I de Cerdaña, Sancho I de Rosellón o Sancho de Aragón (1161-1223), príncipe de Aragón y Barcelona; gobernó el condado de Cerdaña (1168-1212) como Sancho I de Cerdaña, y el condado de Provenza (1181-1185).
Hijo menor del conde de Barcelona y princeps de Aragón Ramón Berenguer IV y Petronila, reina de Aragón.
El consejo de regencia que gobernaba durante la minoría de edad de Alfonso II de Aragón le cedió, en 1168, el gobierno del condado de Cerdaña, cuyos derechos poseía el primogénito. A la muerte de Ramón Berenguer IV de Provenza en 1181, su hermano el rey de Aragón y conde de Barcelona, le confió el gobierno del condado de Provenza, como se lo había cedido a su hermano Pedro, llamado desde 1173 Ramón Berenguer IV de Provenza. Pero en 1185 el mismo rey Alfonso, quien ostentaba la posesio sobre todo su patrimonio, recuperó la dominatio de la honor sobre el mismo, tras firmar un tratado de paz con la casa de Tolosa.
Se casó, antes del 1184, con Ermesenda de Rocabertí, hija de Jofré de Rocabert y Ermesenda de Vilademuls.
En 1185 vuelve a casarse con Sancha Núñez de Lara, hija del conde Nuño Pérez de Lara y la condesa Teresa Fernández de Traba. Con esta segunda esposa tuvo un hijo: Nuño Sánchez.
A la muerte en 1213 de su sobrino, el rey Pedro II en la batalla de Muret, tratando de liberar del dominio francés los territorios del Languedoc, el reino se sume en una situación desastrosa. Su único heredero, el príncipe Jaime, de tan solo 5 años de edad, se encuentra en poder de Simón de Montfort. Por ello los notables de Aragón, encabezados por Sancho, elevan una súplica al Papa y este exige al señor de Montfort la devolución del niño.
Jaime es puesto bajo la tutela de los templarios en el castillo de Monzón, mientras que Sancho es nombrado regente hasta que en julio de 1218, las presiones de las diferentes facciones nobiliarias que pretenden ostentar el poder, le obligan a abandonarlo. Durante su regencia se establece un efectivo sistema fiscal para intentar sacar a la corona de la bancarrota. En el terreno militar encabezó una serie de exitosas campañas para intentar expulsar a Simón de Montfort del Languedoc, que culminaron el verano de 1217 con la reconquista de Tolosa. Su renuncia a la regencia dio por terminado cualquier esfuerzo por recuperar el territorio.